# Paul Kantor
Paul B. Kantor est un informaticien américain. Il est professeur à l'université Rutgers, au New Jersey. Il est membre de l'Association américaine pour l'avancement des sciences, de l'American Society for Information Science and Technology, de l'Institute of Electrical and Electronics Engineers, de la Société américaine de physique et de la Société américaine de statistique.

## Biographie
Kantor étudie la physique et les mathématiques à l'université Columbia. Il y reçoit l'enseignement de, notamment, Samuel Eilenberg, Tsung-Dao Lee, Jack Steinberger, Charles Townes, Polykarp Kusch et Melvin Schwartz. Il obtient plus tard un PhD en physique théorique de l'université de Princeton sous la direction de Sam Treiman. Membre du programme Fulbright, il a obtenu un prix de recherche de l'ASIST.

## Publications
- (en) Kantor, Paul B. Objective performance measures for academic and research libraries / by Paul B. Kantor. Washington, D.C. : Association of Research Libraries, 1984. viii, 76 p., [13] leaves : ill. ; 29 cm.  (ISBN 0-918006-09-0) (pbk.)
- (en) Kantor, Paul B. Studying the cost and value of library services : final report / by Paul B. Kantor, project director and principal investigator, Tefko Saracevic, co-principal investigator, Joann D’Esposito-Wachtmann, project manager. [New Brunswick, N.J.] : Alexandria Project Laboratory, School of Communication, Information, and Library Studies, Rutgers, c1995. 1 v. (various pagings) : ill. ; 28 cm.
- (en) Bulletin of the American Society for Information Science & Technology,  Aug/Sep 2002. Mathematical models in information science by Paul B. Kantor "It has been said that mathematicians are basically puzzle solvers, and that they don't so much care what the puzzles are about. That may be a very good ..."
- (en)  Intelligence and security informatics : IEEE International Conference on Intelligence and Security Informatics, ISI 2005, Atlanta, GA, USA, May 19–20, 2005 : proceedings / Paul Kantor ... [et al.] (eds.). Berlin ; New York : Springer, c2005.  xviii, 674 p. : ill. ; 24 cm.  (ISBN 3-540-25999-6)
- (en)  Ying Sun, Paul B Kantor. Cross-Evaluation: A new model for information system evaluation.  Journal of the American Society for Information Science and Technology. Hoboken: Mar 2006. Vol. 57, Iss. 5; p. 614
- (en)  Yuval Elovici, Bracha Shapira, Paul B Kantor. A Decision Theoretic Approach to Combining Information Filters: An Analytical and Empirical Evaluation.  Journal of the American Society for Information Science and Technology. Hoboken: Feb 1, 2006. Vol. 57, Iss. 3; p. 306
- (en)  Yuval Elovici, Bracha Shapira, Paul B. Kantor. Using the Information Structure Model to Compare Profile-Based Information Filtering Systems. Information Retrieval. Boston: Jan 2003. Vol. 6, Iss. 1; p. 75.
- (en)  Paul B Kantor. Mathematical models in information science.  Bulletin of the American Society for Information Science and Technology. Silver Spring: Aug/Sep 2002. Vol. 28, Iss. 6; p. 22
- (en)  Bracha Shapira, Paul B Kantor, Benjamin Melamed. The effect of extrinsic motivation on user behavior in a collaborative information finding system. Journal of the American Society for Information Science and Technology. Hoboken: Sep 2001. Vol. 52, Iss. 11; p. 879.
- (en)  Strategic Appraisal: The Changing Role of Information Warfare. Paul B Kantor. The Library Quarterly. Chicago: Jul 2001. Vol. 71, Iss. 3; p. 425.
- (en)  Kwong Bor Ng, Paul B Kantor. Predicting the effectiveness of naive data fusion on the basis of system characteristics.  Journal of the American Society for Information Science. Nov 2000. Vol. 51, Iss. 13; p. 1177.
- Paul B Kantor, Endre Boros, Benjamin Melamed, Vladimir Menkov, et al. Capturing human intelligence in the Net.  Association for Computing Machinery. Communications of the ACM. New York: Aug 2000. Vol. 43, Iss. 8; p. 112.
- (en)  Paul B. Kantor, Ellen M. Voorhees. The TREC-5 Confusion Track: Comparing Retrieval Methods for Scanned Text.  Information Retrieval. Boston: May 2000. Vol. 2, Iss. 2-3; p. 165.
- (en)  Kwong Bor Ng, Paul B Kantor. Predicting the effectiveness of naive data fusion on the basis of system characteristics. Journal of the American Society for Information Science. 2000. Vol. 51, Iss. 13; p. 1177
- (en)  Willard I Zangwill, Paul B Kantor. Toward a theory of continuous improvement and the learning curve.  Management Science. Linthicum: Jul 1998. Vol. 44, Iss. 7; p. 910.
- (en)  Paul B Kantor, Jung Jin Lee. Testing the Maximum Entropy Principle for Information Retrieval.  Journal of the American Society for Information Science (1986–1998). New York: May 1998. Vol. 49, Iss. 6; p. 557
- (en)  Tefko Saracevic, Paul B Kantor. Studying the Value of Library and Information Services. Part II. Methodology and Taxonomy. Journal of the American Society for Information Science (1986–1998). New York: Jun 1997. Vol. 48, Iss. 6; p. 543
- (en)  Tefko Saracevic, Paul B Kantor. Studying the Value of Library and Information Services. Part I. Establishing a Theoretical Framework.  Journal of the American Society for Information Science (1986–1998). New York: Jun 1997. Vol. 48, Iss. 6; p. 527.
- (en)  Studying the Cost and Value of Library and Information Services: Applying Functional Cost Analysis to the Library in Transition
- (en)  Eileen G Abels, Paul B Kantor, Tefko Saracevic. Journal of the American Society for Information Science (1986–1998). New York: Mar 1996. Vol. 47, Iss. 3; p. 217.
- (en)  Jung Jin Lee, Paul B Kantor. A Study of Probabilistic Information Retrieval Systems in the Case of Inconsistent Expert Judgments.  Journal of the American Society for Information Science (1986–1998). New York: Apr 1991. Vol. 42, Iss. 3; p. 166.
- (en)  Paul B Kantor. Brief Communication A Model for the Stopping Behavior of Users of Online Systems.  Journal of the American Society for Information Science (1986–1998). New York: May 1987. Vol. 38, Iss. 3; p. 211.
- (en)  Paul B Kantor. A Note on Cumulative Advantage Distributions.  Journal of the American Society for Information Science (pre-1986). New York: Jul 1978. Vol. 29, Iss. 4; p. 202.
- (en)  Paul B Kantor. Availability Analysis.  Journal of the American Society for Information Science (pre-1986). New York: Sep/Oct 1976. Vol. 27, Iss. 5; p. 311.